# Anthony Bassey
Anthony Bassey (Uyo, 10 juli 1994) is een Nigeriaans betaald voetballer die op het middenveld speelt. Hij speelt sinds september 2017 voor het Qatarese Al-Wakrah SC, dat hem transfervrij overnam van KAS Eupen.

## Carrière

### Jeugd
Hij werd opgeleid bij de ASPIRE Academy in Qatar.

### KAS Eupen
Doordat de Aspire Academy KAS Eupen overnam kwamen hij en vele andere Afrikanen bij Eupen terecht. Eupen moest voor hen een springplank zijn naar een grotere club. Hij maakte zijn debuut voor KAS Eupen in de uitwedstrijd tegen Lommel United. Zijn eerste goal maakte hij in de uitwedstrijd tegen AFC Tubize. Hij speelde uiteindelijk 100 competitieduels waarin hij 10 doelpunten maakte.

### Al-Wakrah SC
In september 2017 ging hij aan de slag bij het Qatarese Al-Wakrah SC.